# Bernard Deconinck

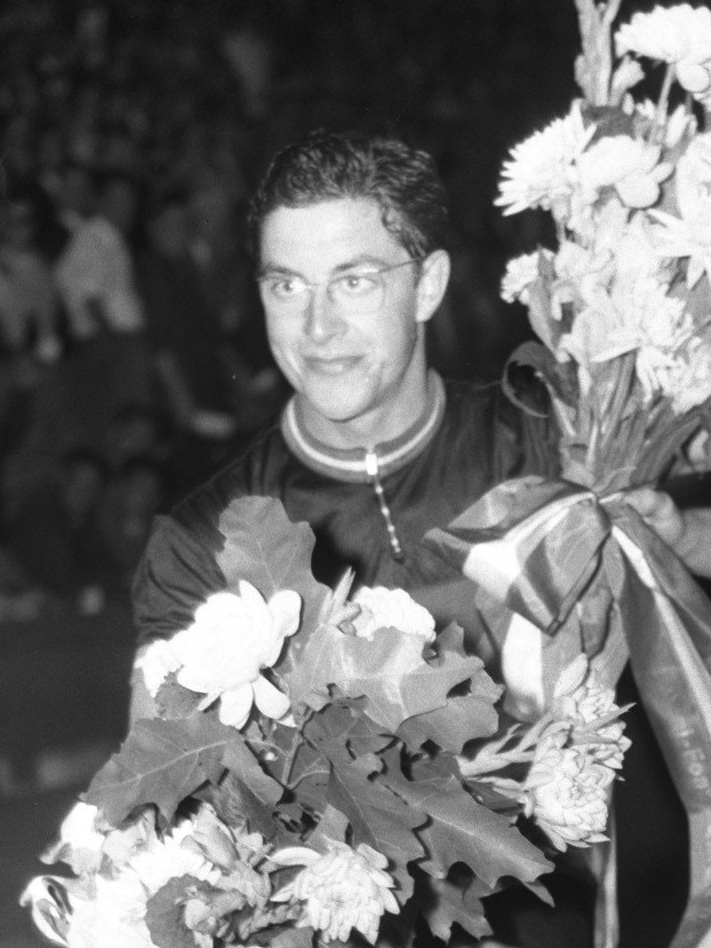
Bernard Deconinck (1959)

Bernard Armand Deconinck (* 26. April 1936 in Lille; † 15. April 2020 in Cavaillon) war ein französischer Radrennfahrer und nationaler Meister im Radsport.

## Sportliche Laufbahn
Deconinck war im Bahnradsport und im Straßenradsport aktiv. Bei den Bahnradsport-Weltmeisterschaften 1959 gewann er die Silbermedaille im Steherrennen der Amateure hinter Arie van Houwelingen aus den Niederlanden. 1959 siegte Deconinck in der nationalen Meisterschaft im Steherrennen der Amateure. Auf der Straße gewann er 1955 das Eintagesrennen Paris–Ézy. 1960 fuhr er eine Saison als Radprofi.

## Familiäres
Sein Vater Henri Deconinck war ebenfalls Radrennfahrer.